# Calcarius
Calcarius (sporeværlingeslægten) er en lille slægt af spurvefugle, hvor alle arter er udbredt i Nordamerika og arten lapværling desuden i det nordlige Eurasien. Vingerne er spidse og halen kort og kløftet. Arterne har kraftige, svagt buede kløer, og bagtåens klo er mindst lige så lang som selve bagtåen. Næbbet er forholdsvis lille.
Navnet Calcarius kommer af latinske ord calcar, der betyder spore. Det hentyder til bagtåens lange klo.

## Arter
De tre arter i slægten Calcarius:
- Lapværling, C. lapponicus
- Rustbuget sporeværling, C. pictus
- Rødnakket sporeværling, C. ornatus